# Sidney J. Furie
Sidney J. Furie (Toronto, Ontario, Canadá, el 28 de febrero de 1935) es un director de cine, escritor y productor canadiense. Furie es quizás más conocido por haber dirigido Soldados americanos,  IPCRESS, The Entity, Superman IV, Lady Sings the Blues, Los Chicos, Gable and Lombard, Sheila Levine Está Muerta y Viviendo en Nueva York y las películas de Águila de acero.

## Educación y vida tempranas
Furie estudió en la colegiata de la Calle Vaughan en Toronto en 1947.

## Carrera
También acreditado como cocreador del excéntrico drama legal de la NBC Petrocelli, que se emitió desde 1974 hasta 1976 (era una secuela de su película de 1970, El abogado), él también dirigió a Cliff Richard y The Shadows en The Young Ones ("Los años jóvenes"), (una película de 1961) y el musical de 1964, Vida maravillosa.
El cineasta fue objeto de una extensa biografía por Daniel Kremer, titulada Sidney J. Furie: Vida y Películas, publicada por la Prensa Universitaria de Kentucky, en 2015. Una película documental titulada Sidney J. Furie: Fuego Arriba del Carrusel! estuvo planificada para su estreno en 2017. Kremer descubrió y preservó la película dramática de Furie de 1959, A Cool Sound from Hell, una pieza de la historia del cine canadiense que había sido considerada como perdida durante mucho tiempo. A Cool Sound from Hell fue originalmente estrenada en Inglaterra en 1960 en una sesión doble con Saturday Night and Sunday Morning, pero se perdió cuando fue mal archivada como La Generación Beat, el nombre de otra película de la misma era. La película restaurada fue estrenada en el Festival de Cine Internacional de Toronto en septiembre de 2016.

## Premios y nominaciones
- 1965 Nominado para la Palma de Oro en el Festival de Cine de Cannes de 1965 por Mejor Película de 1965 por IPCRESS.[7]
- 1966 Ganó el premio Bafta por Mejor Película Británica en Color de 1965 por IPCRESS.
- 1980 Nominado al Premio Razzie por Peor Director con Richard Fleischer por El Cantante de Jazz.
- 2006 Lady Sings the Blues, protagonizada por Diana Ross como la leyenda del jazz Billie Holiday y dirigido por Furie en 1972, fue incluida en el Salón de la Fama del Cine Clásico de los Premios del Cine Negro.[8]
- 2010 Premio a la Carrera Artística por el Gremio de Directores de Canadá.[9]
- 2016 - El Festival de Cine Internacional de Toronto honró a Furie con una exhibición de su primera película Un Sonido Fresco de Infierno.[10]